# Rhynchospora coriifolia
Rhynchospora coriifolia är en halvgräsart som beskrevs av Johann Otto Boeckeler. Rhynchospora coriifolia ingår i släktet småag, och familjen halvgräs. Inga underarter finns listade i Catalogue of Life.